# Hans Schreiber
Hans Schreiber, född Johann Carl August Schreiber, 26 november 1912 i Århus, död 31 maj 1969, var en dansk kompositör. Han var även verksam i Sverige. 

## Filmmusik (urval)
- 1953 – Dumbom
- 1955 – Ljuset från Lund
- 1958 – Flottans överman
- 1959 – Bara en kypare